# Moingt
Moingt est une ancienne commune française de la Loire devenue commune associée à Montbrison en 1973. Ces deux communes ont totalement fusionné en 2013.

## Géographie
Moingt est située près du Moingt, affluent du Vizezy, sur l'ancienne route de Feurs à Rodez.

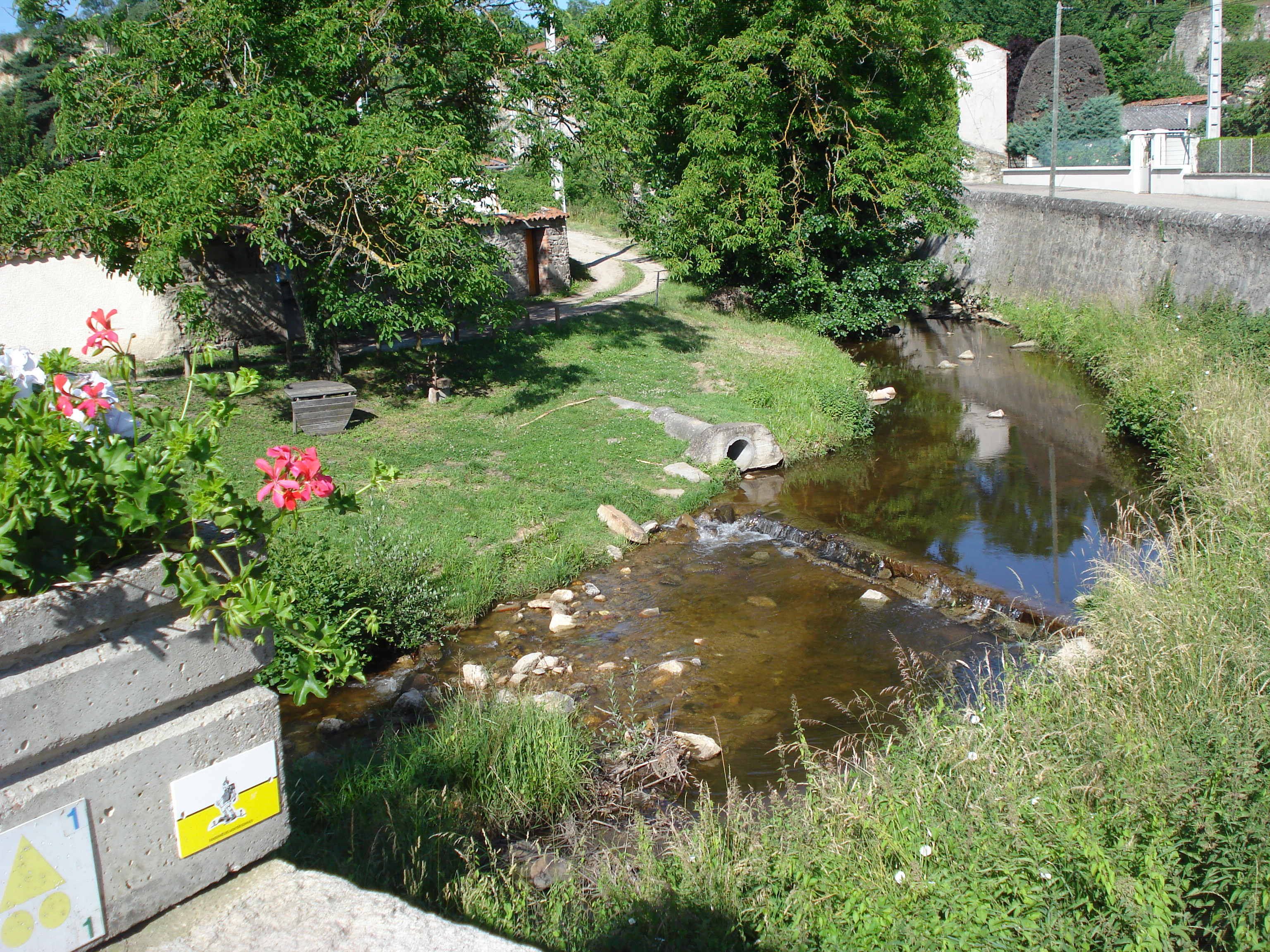
Le Moingt à Moingt

## Histoire
Moingt devient romaine assez tôt, car les monnaies trouvées sur le site incluent un certain nombre datant des premiers empereurs romains.
Cette localité est connue dans l'antiquité sous le nom de Aquis Segete ou Aquæ Segetæ, station thermale gallo-romaine. Elle possède des thermes, un théâtre, un lieu de culte et des bâtiments publics et privés. Elle se trouve sur la voie Bolène, dont on a retrouvé une borne milliaire.
Devenue Mondonium au Moyen Âge, 
au XIIe siècle c'est un bourg fortifié, mentionné comme castrum en 1223 
dont subsiste une tour. Elle est capitale du comté, avec plusieurs églises dont l'église paroissiale Saint-Jean-Baptiste détruite au XIXe siècle, un hôpital et un château donné par le comte du Forez, Guy IV, au chapitre de l'église Notre-Dame de Montbrison. Une maladrerie (domo infirmariae Modonii) est construite en 1140, 
administrée par l'Hôtel-Dieu de Montbrison (hospitalis pauperum Montisbrisonis) dès 1325 au plus tard (et vraisemblablement avant cette date) : cette année-là, le curé de Moingt réclame des redevances que la maladrerie lui doit, payables par l'Hôtel-Dieu ; et en 1327 une partie de ces redevances est échangée contre la jouissance du jardin de la maladrerie, en faveur du curé Durand de la Roche. En 1635 le nom de Saint-Lazare apparaît dans la mention d'un prieur.
Au XVIIIe siècle, Moingt est une paroisse et une seigneurie. Plusieurs moulins existent sur la commune : moulin de la boulangerie (mentionné en 1794), moulin de la Roche (mentionné en 1795), moulin de Bénévent (mentionné en 1832), moulin de Mathieu Duché, moulin de Jean Legrand (mentionnés en 1827), moulin de la Calle (mentionné en 1838), moulin à huile Favier (mentionné en 1839), moulin Moulard (mentionné en 1926, peut-être le moulin de la Roche), moulin dit moulin d'en-bas (mentionné en 1809 et 1986).
Les trois premières fontaines du bourg apparaissent vers 1839. Vers 1850 le puits de la place Saint-Jean est remplacé par une pompe à balancier. Une pompe fontaine dessert le quartier du grand chemin dès 1852, et une autre en 1853 pour le quartier du château et une troisième est installée cette même année 1853 dans le bourg. Malgré tout, en 1862 l'eau manque encore et celle délivrée par les pompes fontaines est de mauvaise qualité. Cette situation perdure pendant plus de 30 ans. En 1922 la commune inclut 15 fontaines et il n'y a plus de mention de plaintes.
Rattachement à Montbrison
En 1837 le conseil municipal de Montbrison demande que Moingt et Savigneux soient rattachées à Montbrison. Une nouvelle demande en 1946 est refusée par la population de Moingt. En 1973, Moingt est finalement associée à Montbrison. 

Lors d'un référendum qui s'est tenu en 2011, les habitants ont refusé la défusion. En 2013, elle fusionne avec sa voisine qui s'est largement plus développée que Moingt.

## Administration
| Période                                  | Période | Identité                | Étiquette | Qualité |
| ---------------------------------------- | ------- | ----------------------- | --------- | --- |
| ?                                        | ?       | Thinet                  |           | |
| an XIII                                  |         | Forrest                 |           | |
| an XIII                                  |         | Claude Vial             |           | |
| ?                                        | ?       | Jean Poyet              |           | |
| 1825                                     | ?       | Antoine Rochet          |           | |
| 1826                                     | ?       | Benoît Hylaire Goutorbe |           | |
| 1830                                     | ?       | Georges Gourad          |           | |
| 1831                                     | ?       | Mathieu Clavelloux      |           | |
| ?                                        | ?       | Passel                  |           | |
| 1846                                     | ?       | Amable Favier           |           | |
| 1854                                     | ?       | Georges Genebrier       |           | |
| 1860                                     | ?       | Joseph Bourboulon       |           | avoué |
| 1864                                     | ?       | Antoine Clavelloux      |           | encore en 1871, mais l'adjoint François Guérin remplit occasionnellement les fonctions de maire, dès 1870 au moins |
| ?                                        | ?       | Germain Guérin          |           | vers 1877, est membre du conseil municipal                                                                         |
| 18 mai 1884                              | ?       | Claveloux Antoine       |           | |
| 7 novembre 1887                          | ?       | Jean-Marie Vilvert      |           | |
| 20 mai 1888                              | ?       | Bufferne                |           | renouvelé en 1892                                                                                                  |
| 1895                                     | ?       | Mathieu Claveloux       |           | renouvelé en 1904                                                                                                  |
| 29 juillet 1906                          | ?       | François Marnat         |           | reconduit en 1908                                                                                                  |
| 25 juin 1910                             |         | Claveloux               |           | |
| 1916                                     | ?       | Nourrrisson             |           | |
| 1919                                     | ?       | Laurent Nourrisson      |           | |
|                                          |         |                         |           | |
| Les données manquantes sont à compléter. |         |                         |           | |

## Démographie
| 1793 | 1800 | 1806 | 1821 | 1831 | 1836 | 1841 | 1846 | 1851 |
| ---- | ---- | ---- | ---- | ---- | ---- | ---- | ---- | ---- |
| 530  | 559  | 513  | 611  | 655  | 701  | 736  | 869  | 944  |

| 1856 | 1861 | 1866  | 1872  | 1876  | 1881  | 1886  | 1891  | 1896  |
| ---- | ---- | ----- | ----- | ----- | ----- | ----- | ----- | ----- |
| 862  | 939  | 1 012 | 1 015 | 1 044 | 1 089 | 1 268 | 1 208 | 1 163 |

| 1901  | 1906  | 1911  | 1921  | 1926  | 1931  | 1936  | 1946  | 1954  |
| ----- | ----- | ----- | ----- | ----- | ----- | ----- | ----- | ----- |
| 1 211 | 1 126 | 1 156 | 1 253 | 1 295 | 1 328 | 1 365 | 1 423 | 1 530 |

## Lieux et monuments

### L'église Saint-Julien d'Antioche
Elle est mentionnée en 1096 dans les chartes du Forez. C'est d'abord une église avec porche d'époque mérovingienne puis avec une abside semi-circulaire carolingienne. Au XIe siècle, on a une église romane avec un haut clocher barlong. La chambre des cloches date du XIIe siècle. Elle a subi des transformations importantes au XVIe siècle avec le remplacement des absidioles par une chapelle. Une nouvelle façade et une voûte en plein-cintre sont réalisés au XIXe siècle.
Elle est inscrite au titre des monuments historiques depuis le 29 décembre 1949.

### La chapelle Sainte-Eugénie
C'est la chapelle d'un ancien prieuré. Elle est classée à l'inventaire des monuments historiques le 14 décembre 1992.

### Le théâtre gallo-romain
C'est un théâtre mixte antique ruiné construit au Ier siècle. Le site est classé monument historique le 10 décembre 1981.

### L'enceinte médiévale
Il en subsiste une tour et une porte dont les parties les plus anciennes sont du XIIIe siècle. Leur aspect actuel date de la fin du XIXe siècle. L'enceinte est inscrite à l'inventaire des monuments historiques le 23 novembre 1982.

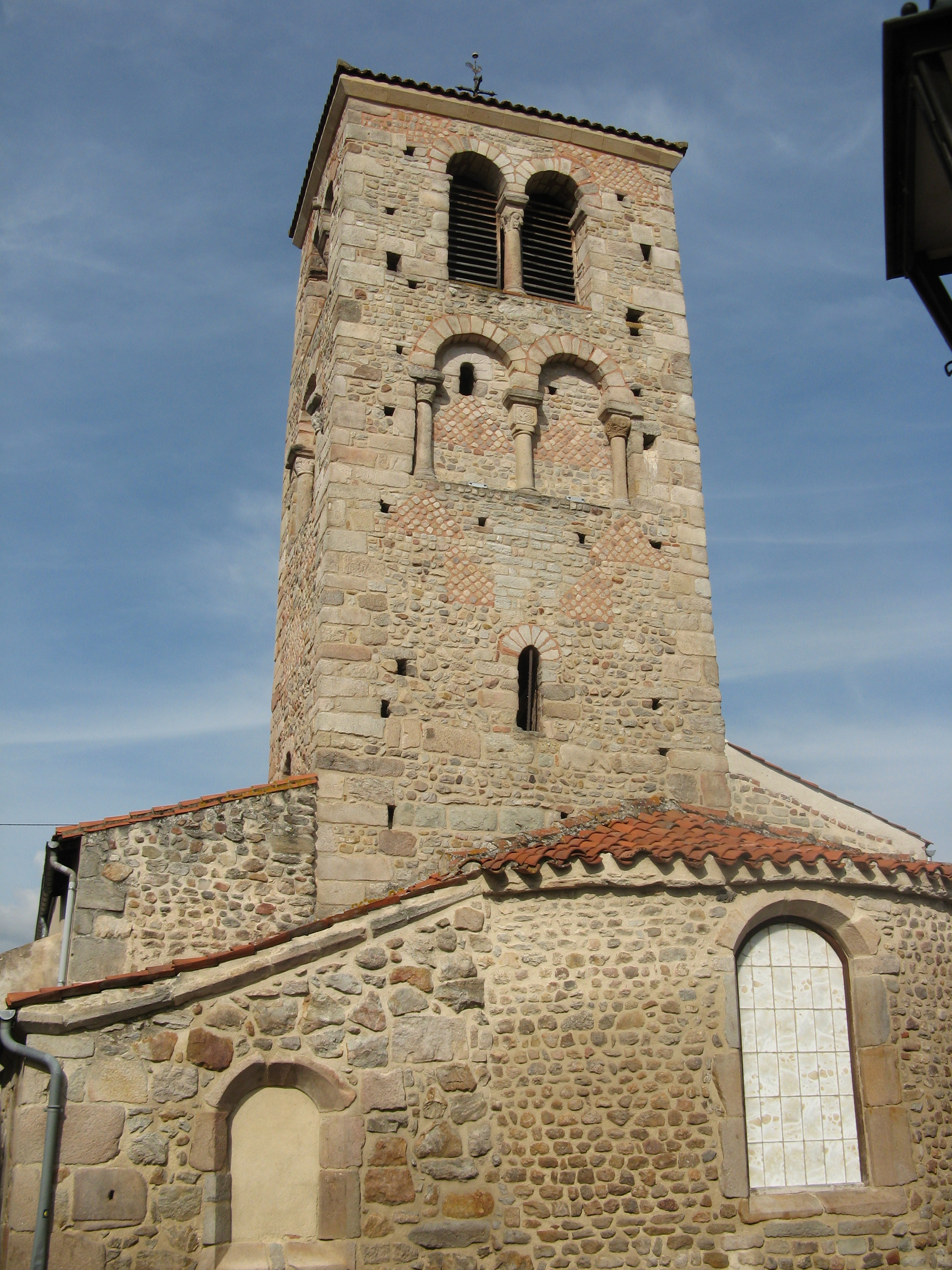
Église Saint-Julien.
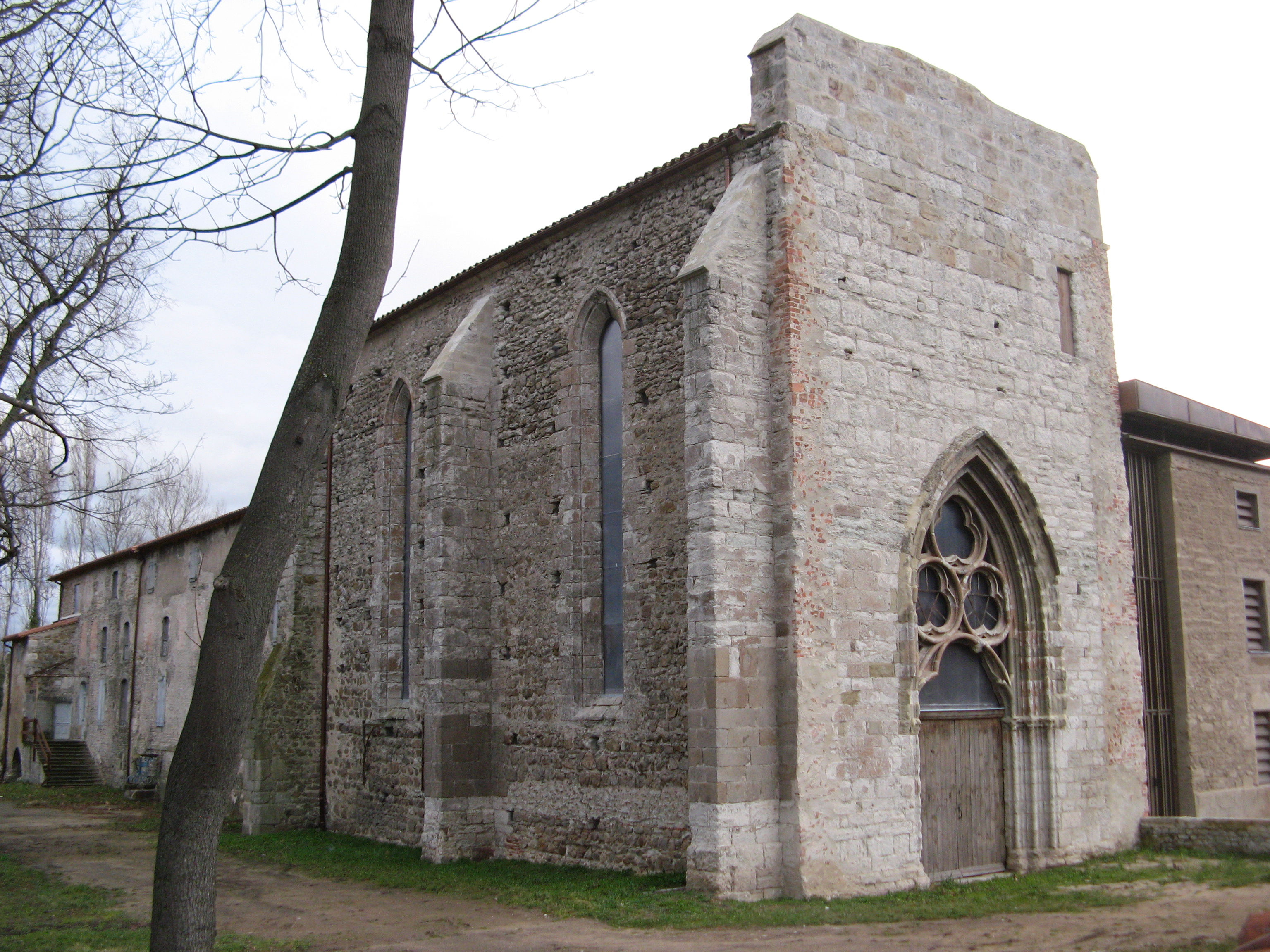
Chapelle Sainte-Eugénie.
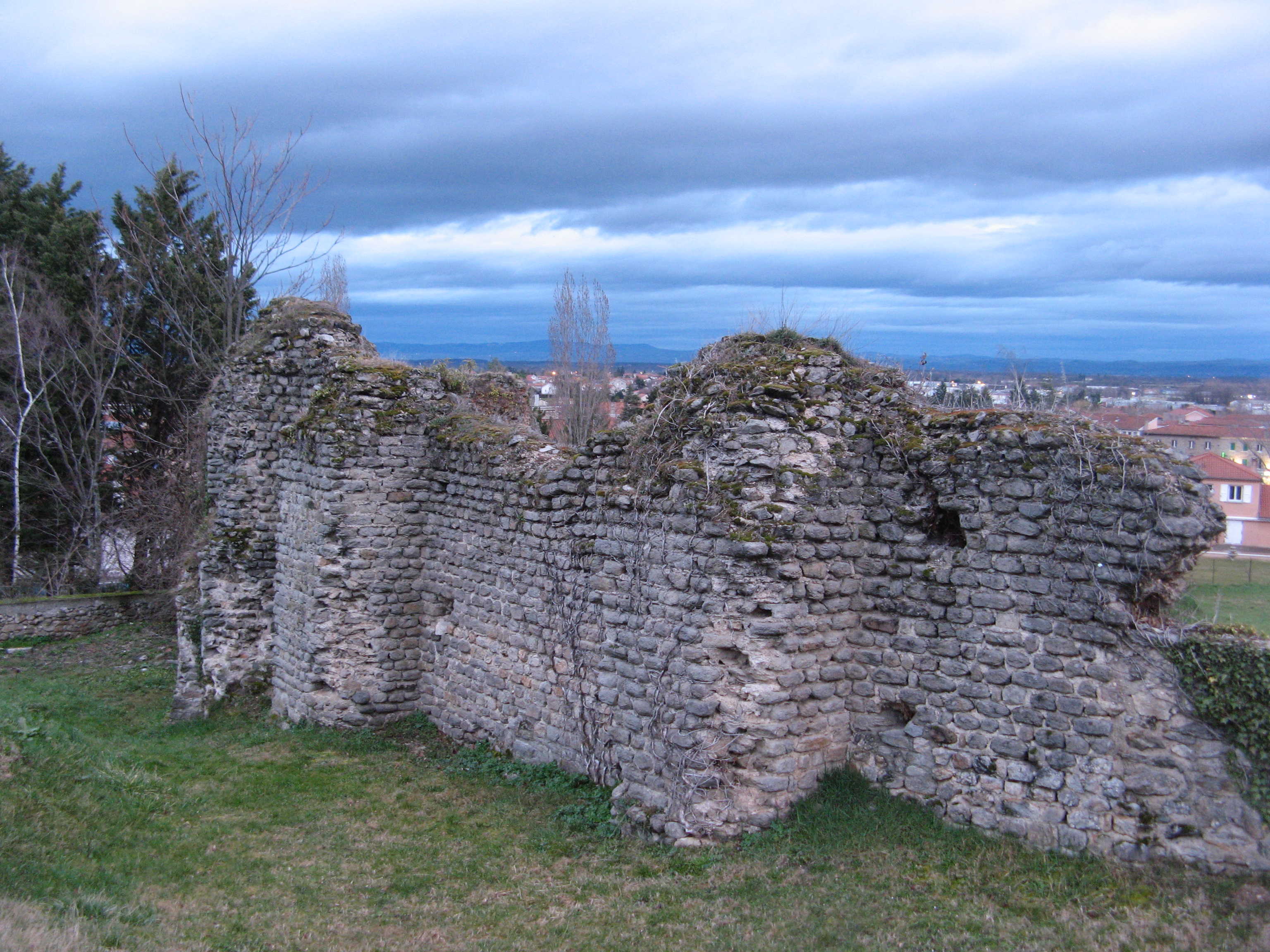
Théâtre gallo-romain.
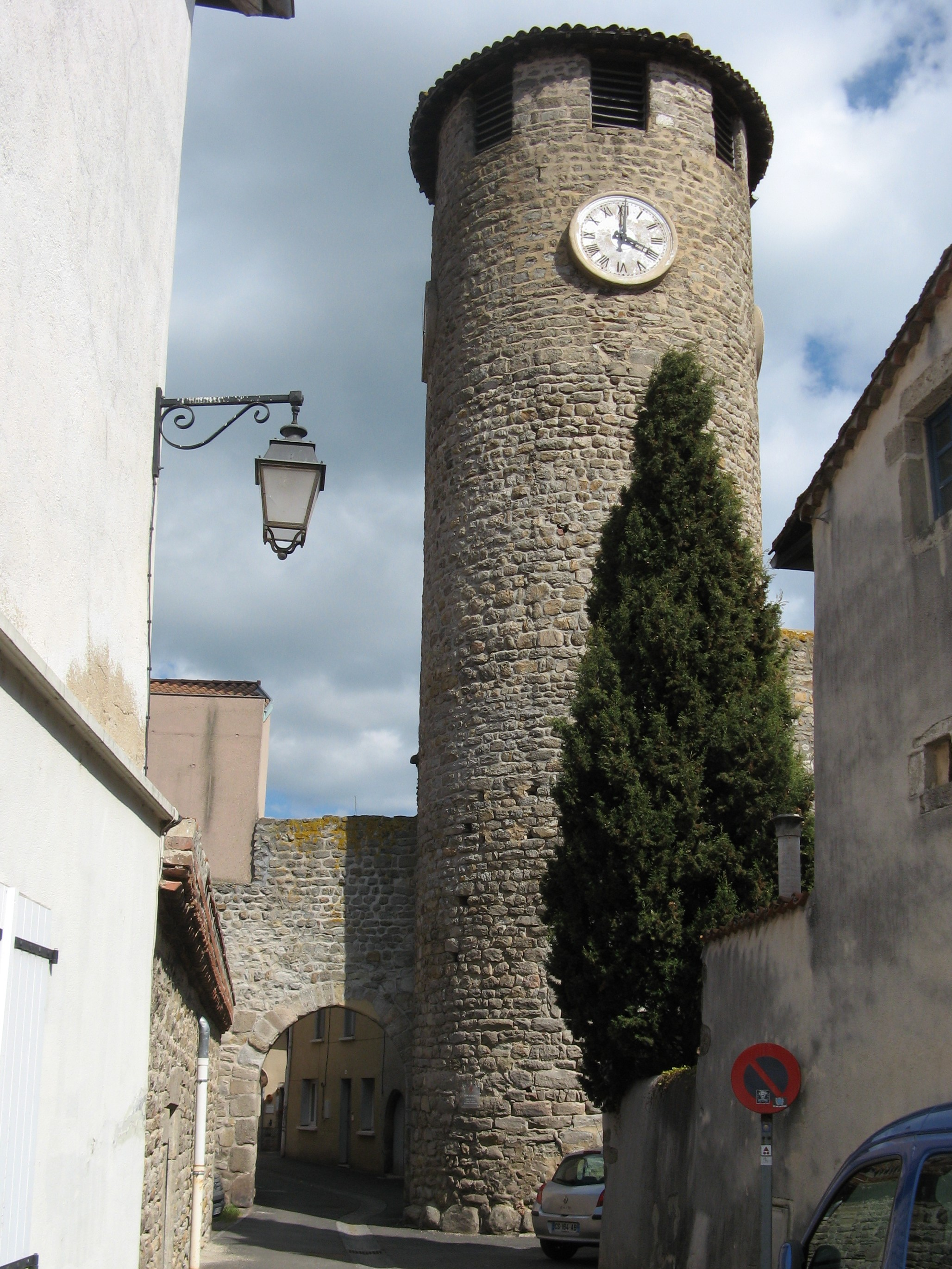
Tour de l'enceinte.